# Aspidimorpha nigromaculata
Aspidimorpha nigromaculata (лат.) — вид жуков подсемейства щитоносок из семейства листоедов. Мелкие насекомые с длиной тела менее 1 см. Встречаются в тропической и субтропической Африке.

## Описание
Жуки желтоватой окраски с чёрными отметинами и длиной тела менее 1 см (от 5,4 до 7,5 мм; ширина от 3,3 до 5,5 мм). Чрезвычайно изменчивый вид. Пронотум равномерно жёлтый. Скутеллюм жёлтый. Надкрылья у типично окрашенных экземпляров преимущественно жёлтые, диск с 17 чёрными пятнами: четыре в основании, два по бокам, одно в постскутеллярной точке, два около середины на интервалах 2 и 3 и четыре на скате, поясничный край с широким заднелатеральным и узким сутуральным пятном. У тёмноокрашенных экземпляров пятна частично сливаются, а затем диск становится в основном чёрным, за исключением боков и вершины; у бледных экземпляров пятна редуцированы, у крайне бледных экземпляров весь диск чёрный, у очень бледных экземпляров все надкрылье жёлтое. Бледные экземпляры распространены в засушливых частях ареала, тёмные экземпляры чаще встречаются в лесных районах регионах. Вентриты, голова и ноги, у всех форм жёлтые. Антенны жёлтые, четыре-пять вершинных сегментов тёмные до чёрных, у наиболее бледных экземпляров усики почти равномерно жёлтые, или только два-три вершинных сегмента слегка затемнены. Растения хозяева из семейства Convolvulaceae: Merremia hederacea, Ipomoea argentaurata/heterotricha, I. eriocarpa.
Вид был впервые описан в 1799 году под названием Cassida nigromaculata Herbst, 1799, с 1896 года получил название Aspidomorpha nigromaculata с ошибкой в написании рода. В 1997 году включен в состав подрода Aspidimorpha (Afroaspidimorpha).

## Распространение
Широко распространён в тропической и субтропической Африке (западная, экваториальная и восточная части материка; находки в Южной Африке вероятно заносные). Найден в следующих странах: Бенин; Буркина-Фасо; Бурунди; Габон; Гамбия; Гана; Гвинея; Гвинея-Бисау; Заир; Замбия; Зимбабве; Камерун; Кения; Кот-д’Ивуар; Либерия; Малави; Мали; Нигерия; Остров Принсипи; Республика Конго; Сенегал; Сьерра-Леоне; Судан; Танзания; Того; Уганда; Центрально-Африканская Республика; Чад; Экваториальная Гвинея; Эфиопия; ЮАР.